# Vasko Karangeleski
Vasko Karangeleski, makedonski general, * 7. julij 1921, † 3. februar 1977.

## Življenjepis
Leta 1941 je vstopil v NOVJ in SKOJ; leta 1943 je postal član KPJ. Med vojno je bil poveljnik več enot, po njej pa proglašen za narodnega heroja.
Po vojni je končal sovjetsko Vojaško akademijo Vorošilov, VVA JLA in operativni tečaj; med drugim je postal tudi poveljnik armade ter bil republiški in zvezni poslanec.